# Jan Hebdzyński

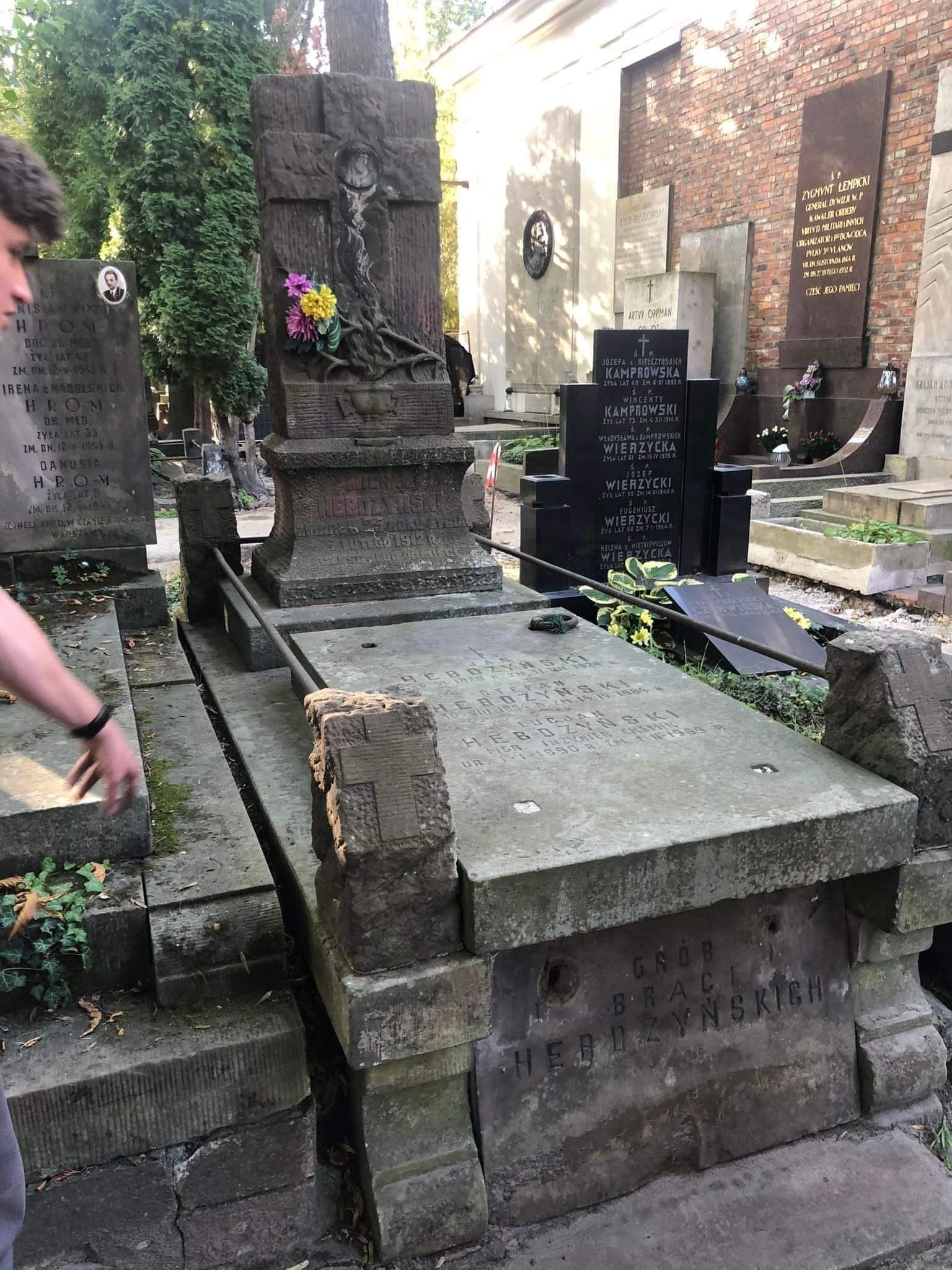
Grób Jana Hebdzyńskiego przed renowacją

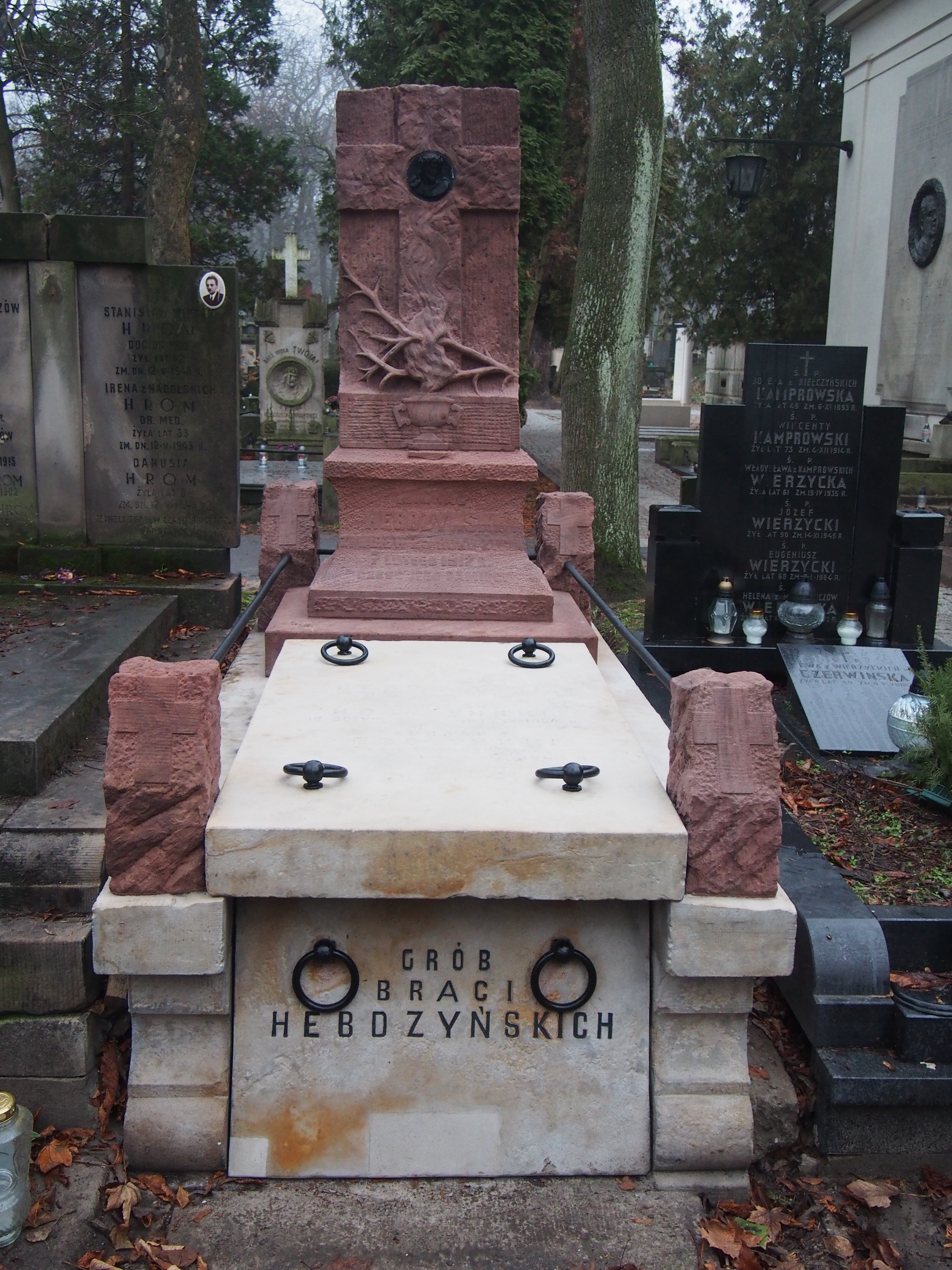
Grób Jana Hebdzyńskiego po renowacji (2023)

Jan Paweł Hebdzyński (ur. 26 czerwca 1869 w Szydłowcu, zm. 31 grudnia 1929 w Warszawie) – polski działacz państwowy, adwokat, minister sprawiedliwości w rządzie Leopolda Skulskiego.

## Życiorys
Urodził się w Szydłowcu, w rodzinie miejscowego kamieniarza Teofila i jego żony Teodory Konstancji z Nowickich. Kształcił się w szkole podstawowej w Szydłowcu (ukończył w 1882), następnie w gimnazjum filologicznym w Radomiu; w latach 1890–1893 studiował na Wydziale Prawa Cesarskiego Uniwersytetu Warszawskiego, a w okresie 1893–1898 odbył aplikację w Sądzie Okręgowym w Radomiu i Urzędzie Hipotecznym w Warszawie. Później od 1898 r. pracował w warszawskiej kancelarii adwokata Zygmunta Wasiutyńskiego, a od 1909 prowadził własną kancelarię.
Specjalizował się w zakresie prawa cywilnego, handlowego i hipotecznego; obsługiwał klientów związanych przede wszystkim ze sferami ziemiańskimi i przemysłowymi. Prowadził w domu kursy dla młodych adwokatów w dziedzinie prawa hipotecznego, był jednym z współtwórców warszawskiego samorządu adwokackiego oraz dziekanem Rady Adwokackiej w Warszawie. 
Zasiadał w organach spółek kapitałowych, m.in. Pabianickiej Fabryki Papieru Robert Saenger SA.

### Działalność społeczna
Był członkiem Kasy im. Mianowskiego, Towarzystwa Tatrzańskiego, Towarzystwa Kursów Naukowych czy Warszawskiego Towarzystwa Higienicznego. Zasiadał także we władzach Warszawskiego Towarzystwa Dobroczynności, Polskiego Czerwonego Krzyża czy Warszawskiego Towarzystwa Pomocy Lekarskiej i Opieki nad Nerwowymi i Umysłowo Chorymi. W latach 1916–1920 był radcą prawnym Związku Ziemian; z jego ramienia brał udział w zjeździć przedstawicieli organizacji ziemiańskich z Księstwa Poznańskiego, byłej Kongresówki i Galicji.

### Działalność polityczna
W czasie I wojny światowej związał się ze Stronnictwem Polityki Realnej. Był członkiem Koła Międzypartyjnego. Brał udział w pracach Biura Pracy Społecznej. W odrodzonej Polsce 19 grudnia 1920 r. został ministrem sprawiedliwości w rządzie Leopolda Skulskiego z poparciem Stronnictwa Prawicy Narodowej. Jako minister zajmował się głównie sprawami organizacji sądownictwa i pracami prawodawczymi. Rozszerzono właściwości sądów pokoju i regulację wysokości taksy dla pisarzy hipotecznych. Z włączaniem do polskiego wymiaru sprawiedliwości ziem dawnego zaboru pruskiego oraz położonych na wschód od byłego Królestwa Polskiego wiązała się decyzja Hebdzyńskiego o przesunięciu na te tereny sędziów z obszaru Polski centralnej i południowej. Pod jego kierunkiem przygotowywano również projekty zmian w zakresie postępowania karnego, prawa karnego międzynarodowego czy restytucji mienia skonfiskowanego przez władze carskie unitom. Brał w pracach nad sądownictwem wojskowym. Minister przeforsował ustawy m.in. o odpowiedzialności urzędników za przestępstwa popełnione z chęci zysku czy o zwalczaniu lichwy wojennej. Doprowadził do przyjęcia przepisów wykonawczych dotyczących uproszczonego postępowania na terenie byłego zaboru austriackiego czy wykorzystania znajdujących się w dyspozycji Głównego Urzędu Ziemskiego środków tzw. funduszu osadniczego. Wydał zarządzenie dotyczące trybu postępowania naruszenia nietykalności poselskiej. 
Hebdzyński dążył do unifikacji wymiaru sprawiedliwości, poprawy jego sytuacji organizacyjnej, jak również wzrostu wynagrodzeń sędziów i urzędników sądowych. Krytycznie odnosił się do wszelkich wystąpień przeciwko porządkowi publicznemu, co miało wpływ na postawę rządu wobec strajków robotniczych na wiosnę 1920 r. Był inicjatorem ustawy o załatwianiu zatargów zbiorowych pomiędzy pracodawcami, a pracownikami w przedsiębiorstwach użyteczności publicznej. Popierał także przedłużenie działalności sądów doraźnych w okręgach apelacyjnych warszawskim i lubelskim.
Urząd ministra przestał pełnić 9 czerwca 1920 r.
Zmarł 31 grudnia 1929 r. Został pochowany na cmentarzu Powązkowskim w Warszawie (174-4-19). 
W 2022 z inicjatywy Prezesa Rady Ministrów, Fundacja „Stare Powązki” w ramach projektu odrestaurowywania grobów ministrów II RP, odnowiła miejsce pochówku Jana Hebdzyńskiego.

## Życie prywatne
Od 1894 r. był żonaty z Wiktorią Łępicką primo voto Komierowską, z którą miał córki.